# Senegalia polyphylla
Senegalia polyphylla là một loài thực vật có hoa trong họ Đậu. Loài này được (DC.) Britton & Rose miêu tả khoa học đầu tiên năm 1936.